# Centraide
Centraide United Way Canada est une organisation philanthropique au Canada, reconnue comme une fondation publique, visant à rassembler des ressources humaines et financières en vue de lutter contre la pauvreté, briser l'exclusion sociale, diminuer les inégalités et prévenir des problèmes sociaux.
En 2022, le mouvement Centraide United Way comptait 71 Centraide United Way locaux servant plus de 5 000 collectivités canadiennes soit 8 en Alberta, 4 en Colombie-Britannique, 1 à l'Île-du-Prince-Édouard, 4 au Manitoba, 3 au Nouveau-Brunswick, 6 en Nouvelle-Écosse, 27 en Ontario, 11 au Québec et 4 en Saskatchewan, 1 à Terre-Neuve-Et-Labrador, 1 dans les Territoires du Nord-Ouest et 1 au Yukon . Ceux-ci appuient un vaste réseau de 1 800 organismes et projets communautaires qui viennent en aide à 1,3 million de personnes vulnérables . Les Centraide du Québec sont tous membres de Centraide United Way Canada. Dans le reste du Canada, les organisations membres de Centraide Canada se nomment United Way, ou United Way Centraide dans certaines régions de l'Ontario et du Nouveau-Brunswick.
Les Centraide sont des fondations publiques enregistrées et des organisations parapluies en ce sens qu'elles n'œuvrent pas à une seule cause mais plutôt qu'elles soutiennent plusieurs causes sociales. Ainsi, généralement, les Centraide soutiennent par exemple la réussite scolaire par de l'aide aux devoirs, la sécurité alimentaire par les banques alimentaires et les cuisines collectives, l'autonomie des personnes par de nombreux groupes d'entraide. Centraide intervient en santé mentale, auprès des personnes handicapées, dans l'accompagnement des personnes aux prises avec des difficultés importantes de leur vie, préviennent les abus faits aux femmes, renforcent les capacités des familles et des jeunes, etc. 

## Historique
Centraide Canada, qui remonte à près d'un siècle, a été connu sous plusieurs noms différents: la Caisse de bienfaisance (Community Chest), la Fédération des oeuvres (United Appeal) et Plume Rouge (Red Feather), parmi tant d'autres . En 1972, le logo emblématique de l'organisation, qui représente l'humanité nichée dans la main secourable et entourée d'un arc-en-ciel, est créé par le designer Saul Bass.  

## Mission et Vision
La Mission de Centraide est de rassembler le plus de ressources financières et bénévoles possible de façon que Centraide puisse entreprendre des moyens efficaces pour améliorer la qualité de vie de la collectivité et de ses membres les plus vulnérables notamment en faisant la promotion de l'entraide, l'engagement social et la prise en charge. 
Centraide a pour vision de bâtir des communautés d'entraide sur le territoire canadien et faire du Canada un milieu où les personnes les plus vulnérables ont les moyens de mieux vivre.  

## Valeurs
Centraide United Way Canada a 5 valeurs principales:
- Favoriser l'intégration de tous et faire preuve de confiance, d'intégrité, de transparence et de respect
- Inciter les gens à faire du bénévolat et promouvoir le leadership exercé par les bénévoles
- Appuyer l'innovation, les partenariats et L'action collective
- Jouer un rôle de premier plan tout en restant neutre
- Accueillir la diversité

## Financement
Les sources de financement de Centraide sont uniquement des dons, versés majoritaire par des entreprises canadiennes et leurs employés . Avec les dons amassés, Centraide contribue à 6 % du financement des organismes communautaires au Québec , soit un soutien financier important des organismes et des projets communautaires. Les Centraide au Canada sont d'ailleurs reconnus pour la bonne gestion de leur fonds. D'ailleurs, le rapport du Vérificateur général du Québec de 2009 fait l'éloge du processus d'attribution de fonds utilisé par Centraide . 
Chaque Centraide prend ses décisions de financement de manière indépendante, notamment en fonction des différents besoins et priorités de sa collectivité . Les montants attribués en aide financière sont l'objet d'analyses approfondies par des bénévoles triés sur le volet et formés pour cet exercice. En 2017, plus de 517 millions $ ont été recueillis et investis localement pas Centraide United Way au Canada .

## Centraide du Grand Montréal

Logo de Centraide du grand Montréal

Centraide du grand Montréal est un des principaux organismes à but non lucratif (OBNL) du Québec. Les Centraide du Québec tiennent une campagne de financement à chaque automne et recueillent plus de 90 millions de dollars ,. À lui seul, Centraide du Grand Montréal amasse environ 60 millions de dollars. De ce montant, plus de 85 % sont investis dans des services concrets à la collectivité, principalement en aide financière aux organismes communautaires du Québec. Ces montants sont recueillis en grande majorité dans la mise en place de campagnes menées dans les milieux de travail. Ainsi, des milliers de personnes volontaires s'activent chaque automne afin de solliciter des collègues de travail. Plusieurs des grandes entreprises du Québec sont partenaires de Centraide dans la réalisation de leur mission dont des institutions bancaires, la Caisse de dépôt et placement du Québec, Desjardins, les sociétés d'état, la fonction publique québécoise et canadienne, les établissements publics et un grand nombre de PME, d'entreprises de production, de commerces et de professionnels . Plusieurs philanthropes individuels contribuent également. En 2024, la Campagne spécial 50e est dirigé par Anne-Marie Boucher et James Cherry.

### Historique de Centraide du Grand Montréal
En 1966, la Campagne des fédérations du Grand Montréal naît de l'union de 5 fédérations différentes: La Fédération des oeuvres de charité canadienne-françaises, The United Red Feather, L'Association des œuvres de santé, La Fédération et Conseil de bien-être de la Rive-Sud et The Federation of Catholic Communité Services . Ces fédérations œuvraient toutes dans la collecte de fonds et allouaient ceux-ci à des organismes sociaux et communautaires des territoires desservis par les diocèses de Montréal principalement. À la demande des multiples entreprises donatrices, l'objectif du regroupement était de réaliser une seule campagne de souscription annuelle, pour recevoir une sollicitation unique, réduire les frais d'administration et augmenter les sommes recueillies lors de levées de fonds. La première campagne de levée de fonds de la Campagne des fédérations du Grand Montréal est lancée le 2 avril 1968 à la Place Ville-Marie, sous la présidence de Jean Drapeau et a récolté un total de 9 millions $ en dons .
En 1974, après plusieurs années de vie commune, les 5 fédérations cèdent toutes leurs activités au regroupement, soit la Campagne des fédérations du Grand Montréal. Les objectifs de cette fusion étaient de réaliser les campagnes de souscription, distribuer les fonds aux organismes communautaires, assurer un service équitable à tous les groupes communautaires et gérer les budgets de façon simplifiée et unifiée .  
Le 10 mai 1975, la Campagne des fédérations du Grand Montréal change de nom pour devenir Centraide Montréal. Puis, en 1992, Centraide Montréal est rebaptisé Centraide du grand Montréal pour refléter le rayonnement réel de l'organisme . 

### Budget et Financement
En 2014, Centraide du Grand Montréal avait un budget de 55 millions $ et soutenait environ 360 organismes ou projets québécois . La Ville de Montréal tient sa levée de fonds annuelle de Centraide depuis 50 ans . En 2016, la Ville de Montréal a fait un don de 150 000 $ accompagné d'un don de 690 000 $ provenant des employés de la ville, portant le total à 840 000 $ .